# Шильковача
Шильковача (хорв. Šiljkovača) — населений пункт у центральній Хорватії, у Карловацькій жупанії, адміністративно належить до громади Цетинград. За даними перепису 2011 року, налічувала 64 жителі.

## Історія
Відразу після розпаду Югославії до серпня 1995 року Шильковача опинилася під владою невизнаної Республіки Сербська Країна. До територіальної реорганізації в Хорватії входила до складу колишньої громади Слунь. Як самостійний населений пункт існує від часу перепису 2001 року. Створена шляхом виділення частини села Джурин Поток.

## Населення
Динаміка чисельності населення поселення: